# Крученозубка безстеблова
Крученозубка безстеблова (Tortula acaulon) — вид мохів порядку потіальних (Pottiales).

## Поширення
Батьківщиною є Європа, Північна Африка, Північна Америка, Азія, Австралія, Нова Зеландія.
Населяє ґрунт, газони, поля, береги; від низьких до помірних висот.

## Характеристика
Листки від яйцеподібних до подовжено-ланцетних; верхівка гостра, мукронатна чи з коротким остюком, іноді порівняно довгим остюком; краї від загнутих проксимально майже до плоских. Вид автоікозний. Коробочкові ніжки дуже короткі. Коробочка від кулястої до дуже коротко-еліпсоїдної, випростана, здебільшого 0.9–1.3 мм; перистом відсутній; кришка не диференційована. Спори (25)33–40 мкм, кулясті, щільно бородавчасті. Коробочки дозрівають взимку й навесні.